# 弱可測関数
数学の、特に関数解析学の分野における、あるバナッハ空間に値を取る弱可測関数（じゃくかそくかんすう、英: weakly measurable function）とは、その双対空間の任意の元との合成が通常の（強い）意味での可測関数であるような関数のことを言う。可分空間においては、弱可測性と強可測性の概念は一致する。

## 定義
(X, Σ) を可測空間とし、B をある体（通常は実数体 R あるいは複素数体 C）上で考えられるバナッハ空間とするとき、f : X → B が弱可測であるとは、全ての連続線型汎関数 g : B → K に対する関数
{\displaystyle g\circ f\colon X\to \mathbf {K} \colon x\mapsto g(f(x))}
が、Σ および K 上の通常のボレル σ-代数について可測関数であることを言う。

## 性質
可測性と弱可測性の関係について、ペティスの定理あるいはペティスの可測性定理として知られる次の結果が得られている。

関数 f がほとんど確実に可分値（あるいは本質的に可分値）であるとは、μ(N) = 0 であり f(X \ N) ⊆ B が可分であるような部分集合 N ⊆ X が存在することを言う。

定理 （ペティス）： 測度空間 (X, Σ, μ) 上で定義され、バナッハ空間 B に値を取る関数 f : X → B が、Σ および B 上のボレル σ-代数について（強）可測であるための必要十分条件は、それが弱可測かつほとんど確実に可分値であることである。

可分なバナッハ空間の任意の部分集合はそれ自身が可分であることから、B が可分である場合、上述の N を空集合とすることで、弱可測性と強可測性の概念が一致する。